# مدرج آرل
مدرج آرل هو مدرج روماني يقع في بلدة آرل جنوب فرنسا، تم بنائه عام 90 ميلادياً وكان يستقطب 20 ألف مشجع لمشاهدة سباق العجلات الحربية والمصارعة الدموية ولاحقاً أستقطب عدد أصغر من المشجعين لمشاهدة مصارعة الثيران.